# 横浜ビブレ
横浜ビブレ（よこはまビブレ）は、神奈川県横浜市西区に所在する株式会社OPAが運営するファッションビルである。

## 店舗概要
横浜駅みなみ西口（旧相鉄口）に程近い、パルナード通り・幸川沿いに位置する。大規模小売店舗立地法に基づく届出上の店舗名称は「横浜ショッピングデパート」となっている。
1990年には、東京都渋谷区に続いて日本国内2店舗目のHMVがG階にテナントとしてオープンしたが2011年1月10日に閉店している（その後タワーレコードが入居したが7階に移転し、現在はユニクロとGUが入居）。
同じイオングループのイオンモール株式会社が運営するショッピングセンター「CeeU Yokohama」と隣接する。

### 沿革
- 1978年（昭和53年）10月6日 - 総合スーパー業態のニチイ横浜ショッピングデパートとして開店[注釈 2][注釈 3]。
- 1985年（昭和60年）4月 - 横浜ビブレ21へと業態転換（のち、横浜ビブレに店名変更）。
- 2011年（平成23年）3月1日 - 運営会社の株式会社マイカルがイオンリテール株式会社に吸収され、イオンリテール傘下の「ビブレ・フォーラス事業本部ビブレ事業部」の管轄となる。
- 2012年（平成24年）5月11日 - 相模鉄道グループの相鉄アーバンクリエイツが、個人地権者より当ビルの土地、建物資産を取得[6][7]。取得価格や取得先などの詳細な情報は「取引先との契約上の都合」を理由として公表していない。
- 2015年（平成27年）10月10日 - 大規模なリニューアルを実施[8]。外装もリニューアルされ、屋上看板も緑基調から黒基調のデザインに改められる。
- 2016年（平成28年）3月1日 - イオンリテールがビブレ・フォーラス事業本部を株式会社OPAへ移管[9]、同社の管理運営となる。

## 主なテナント
出店テナントの詳細は公式サイト「ショップ一覧」を参照。
- UNIQLO（G階）
- GU（G階）
- 洋麺屋五右衛門（1階）
- スターバックス（2階）
- サンマルクカフェ（2階）
- スイーツパラダイス（4階）
- 島村楽器（5階）
- シュープラザ（5階）
- ムラサキスポーツ（5階）
- ヴィレッジヴァンガード（5階）
- ドコモショップ（5階）[注釈 4]
- タワーレコード（7階）
- ビックカメラアウトレット×ソフマップ（7階）
- ガシャポンバンダイオフィシャルショップ（7階）
- namco（7階）
- BOOK・OFF（8階）
- アニメイト（8階）[注釈 5]
  - アニメイトカフェグラッテ（8階）
- ボークス（9階）